# 라이깅역
이 문서의 광둥어 명칭 ("라이깅")은 위키백과 자체의 광둥어 표기법을 따른 것입니다. 따라서 통용 표기법과는 다를 수 있습니다.
라이깅 (중국어 정체자: 荔景, 영어: Lai King) 역은 홍콩 콰이칭구 라이깅에 위치한 홍콩 지하철의 역이다. 췬완선과 둥충선이 만나는 환승역이며, 서로 평면환승이 가능하다. 두 노선 모두 터널에서 나와 고가역에서 만나는 구조다.

## 역사
라이깅역은 1982년 5월 10일 췬완선의 한 역으로 문을 열었다. 역 남서쪽 해안가의 화물터미널과 연결되도록 하는 것은 물론, 역 위쪽에 자리한 대규모 주택가의 교통 수요를 담당하기 위한 역이었다. 란타우 공항철도가 처음 계획되었을 때에는 췬완선과 둥충선 간의 환승역이 되도록 하였다.
둥충선 승강장이 건설되는 동안 역 구조 역시 상당히 바뀌었다. 췬완선 북쪽 선로는 기존보다 좀 더 높이 설치되어 둥충선 북쪽 승강장과 평면환승이 가능하도록 하였다. 남쪽 선로 역시 똑같은 공사를 거쳤다. 이 과정에서 기존의 췬완선 선로는 역 남쪽의 대피선부터 북쪽까지 구간이 철거됐다. 또 이 역에는 정차하지 않는 홍콩 공항철도용 선로 2선도 새로 놓였다.

## 역 구조
평면환승이 가능한 구조로 되어있기 때문에, 둥충선 둥충행 방면으로 향하는 승객은 반대편 승강장으로 가서 췬완선 열차를 타고 콰이충이나 췬완 방면으로 갈 수 있으며 그 역도 가능하다. 둥충선은 홍콩섬에서 살고 라이깅보다 북부에 직장이 있는 승객들이 주로 이용하기 때문에 러시아워 시간대에는 라이깅역에 내리는 사람이 그닥 없는 편이다.
췬완선 중완 방면으로 가는 승객들은 반대편 승강장의 둥충선 열차를 타면 홍콩섬으로 더욱 빨리 갈 수 있다. 사실 환승역으로 바뀌고 나서부터는 기존엔 췬완선 전구간을 탔던 통근자들이 라이깅에서 둥충선을 타고 더 빨리 가려는 경우가 많아졌기 때문에, 아침과 저녁시간대에는 둥충선 열차를 타려는 사람이 매우 많다.

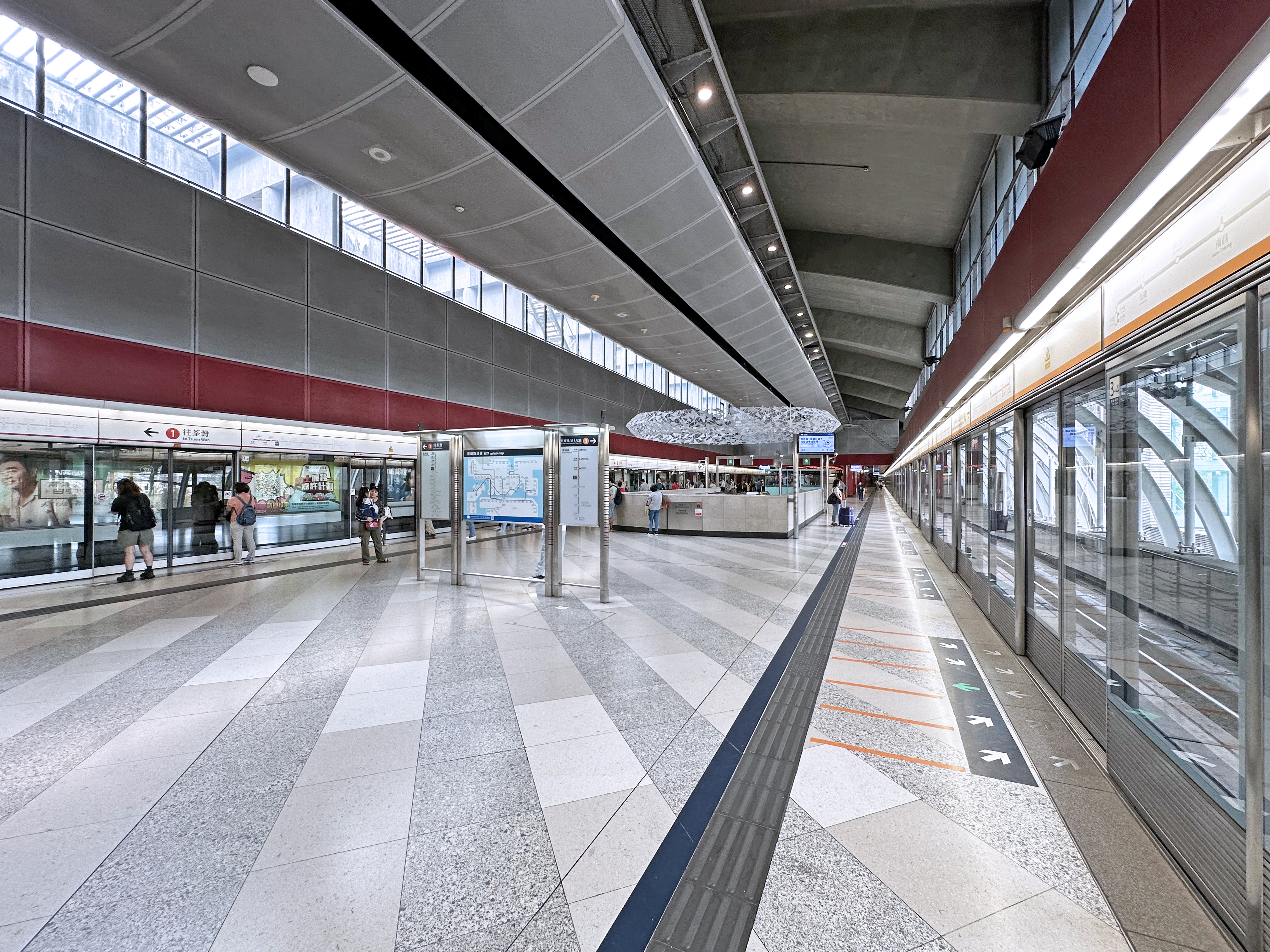
L3 승강장

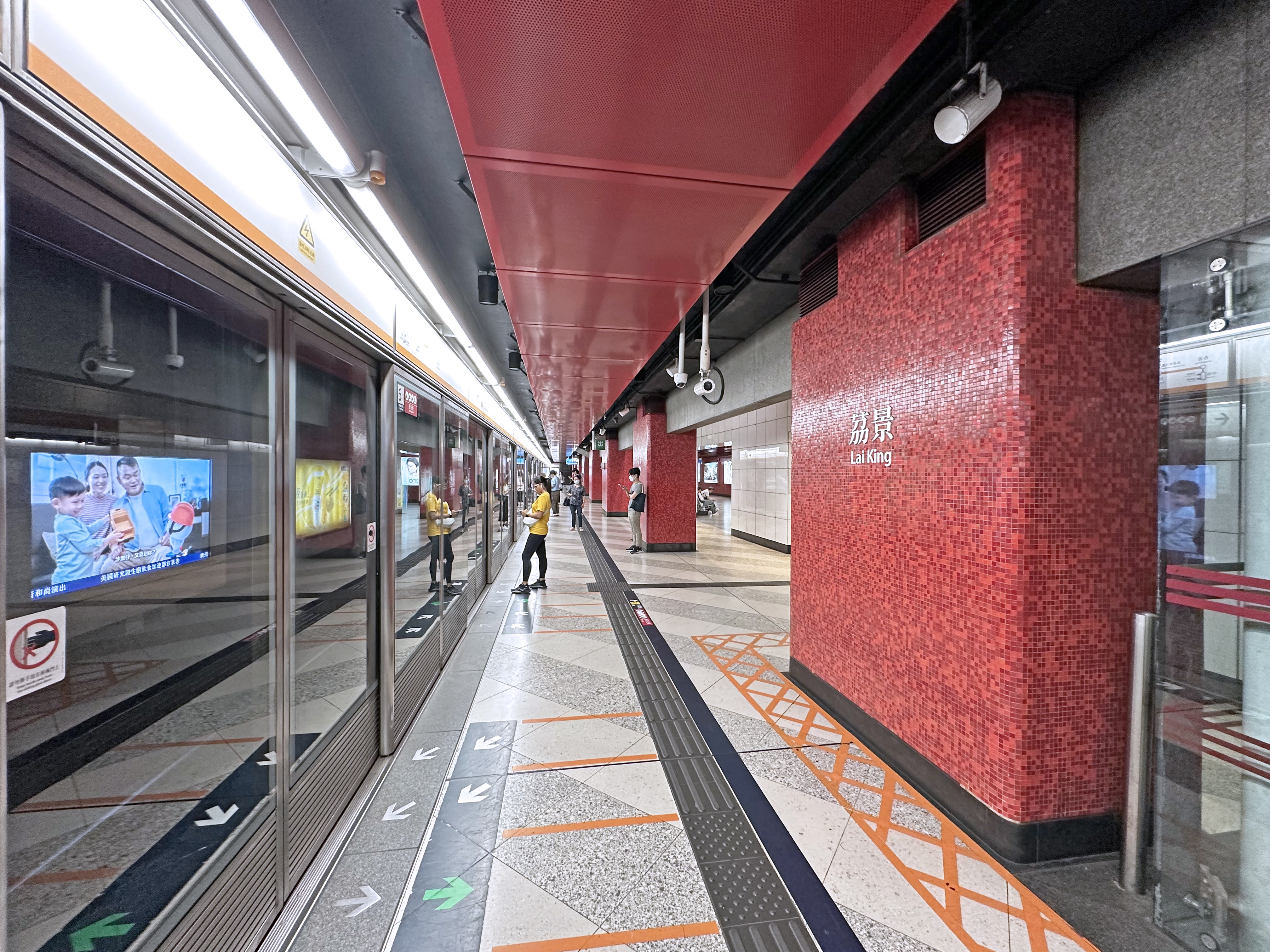
둥충선 4번 승강장

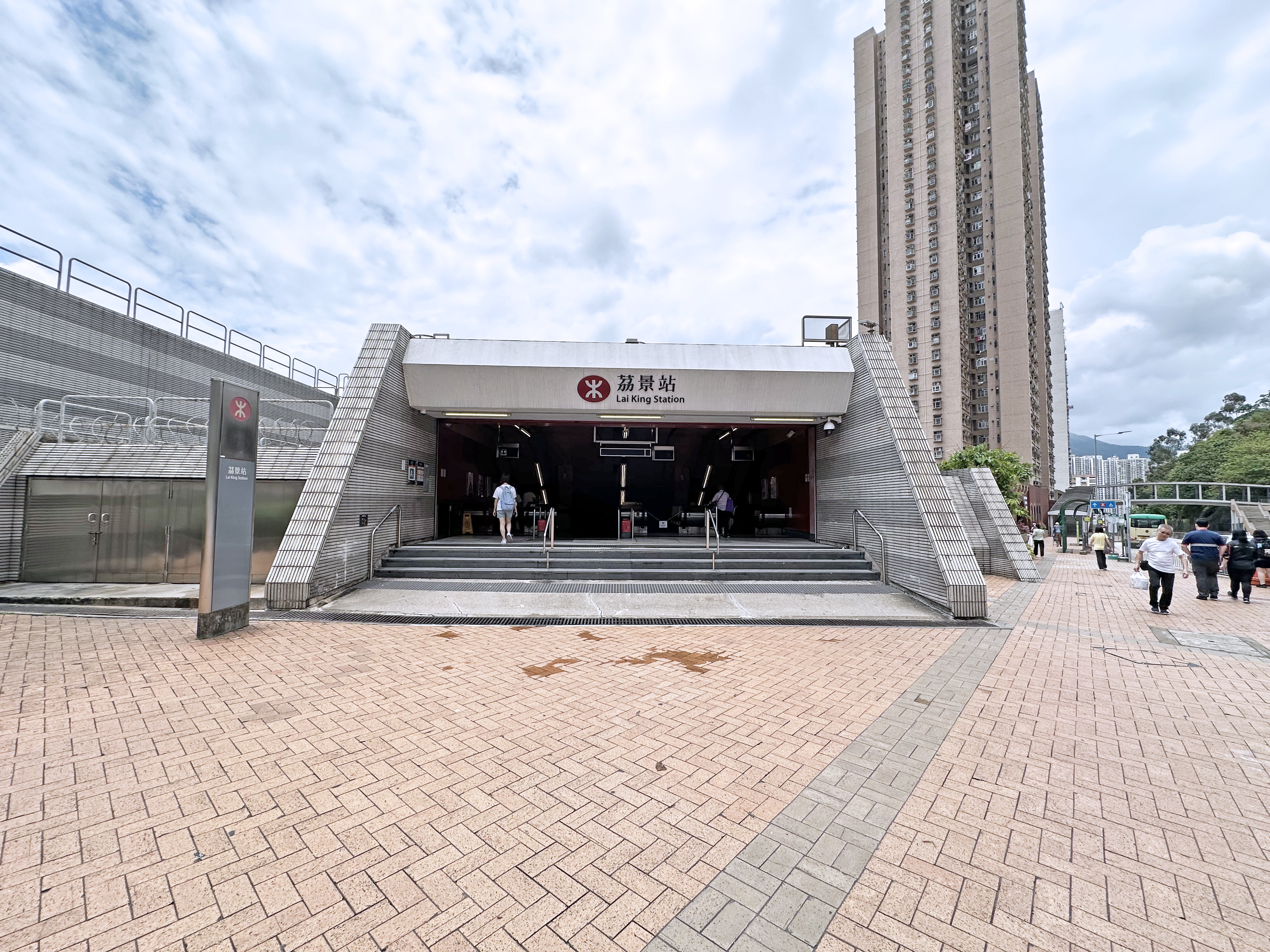
출구 A1

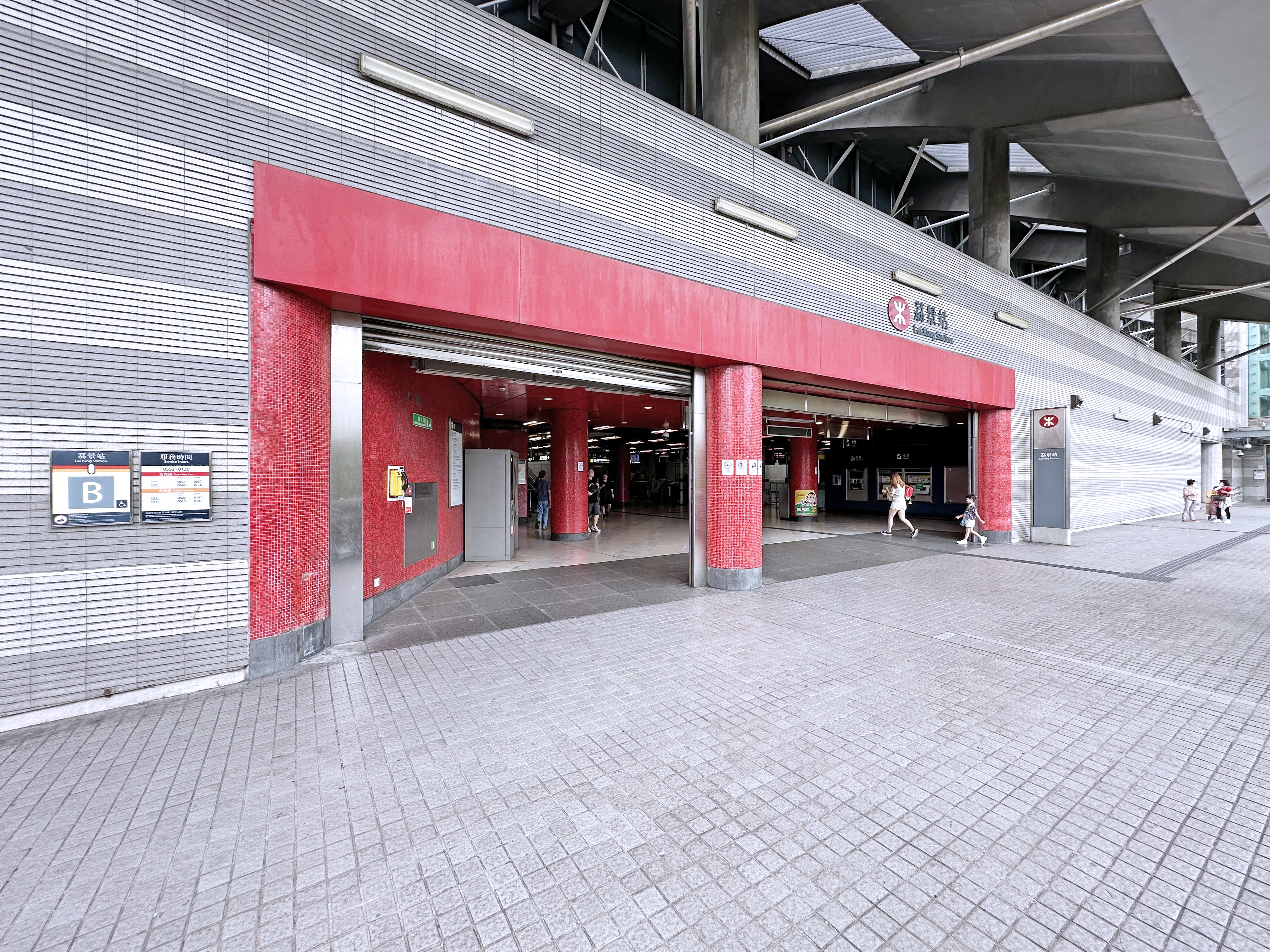
출구 B

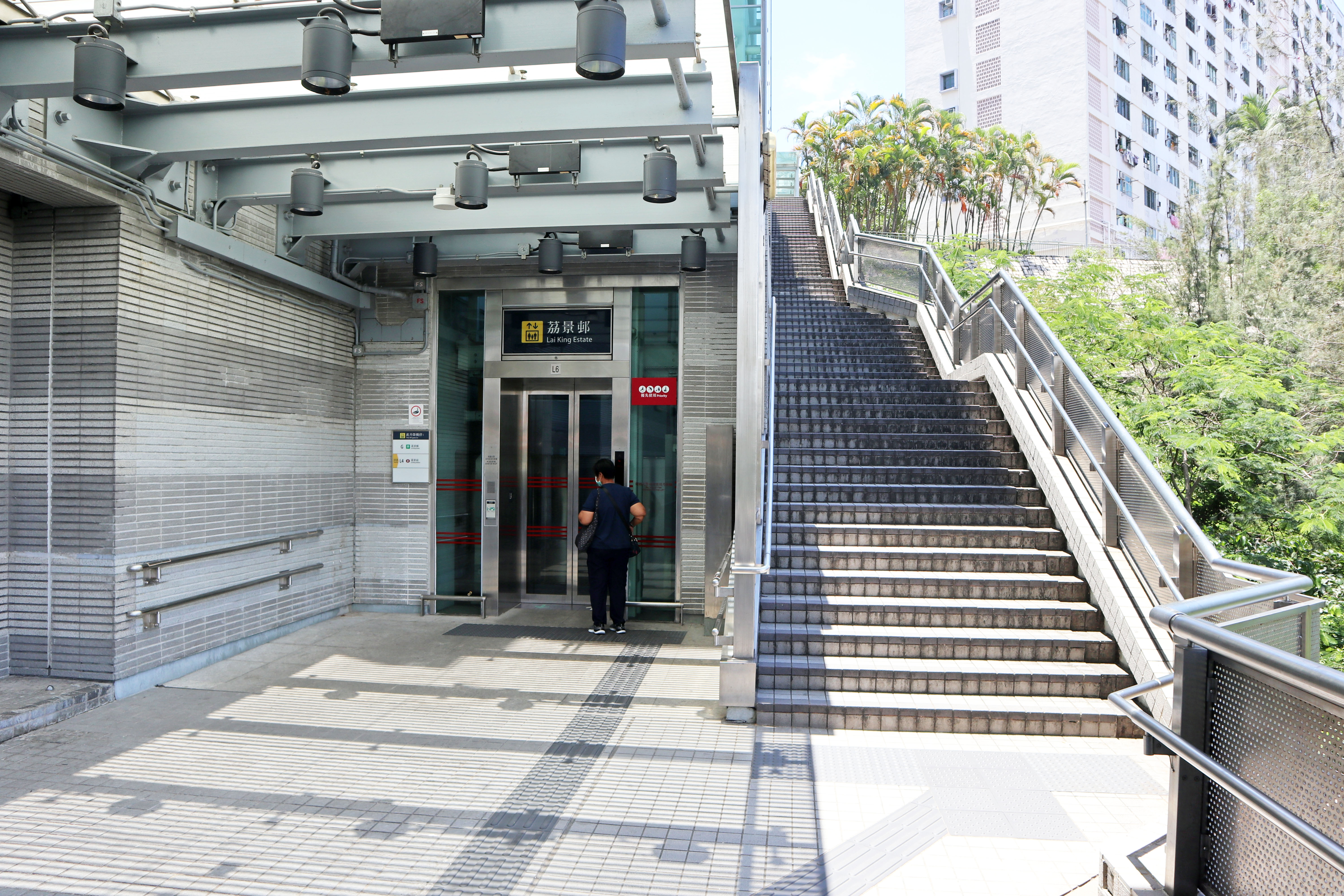

| L2 | 보도                                                  | 출구 A1 (라이깅산로)          |
| L3 | 승강장 1                                              | ← 췬완선 췬완 방면 (콰이퐁)   |
| L3 | 섬식 승강장, 왼쪽문 (췬완선)과 오른쪽문 (둥충선) 열림 |                               |
| L3 | 승강장 3                                              | ← 둥충선 둥충 방면 (칭이)     |
| L4 | 상층 대합실                                           | 출구, MTR샵, ATM              |
| L4 | 하층 대합실                                           | 출구, 고객센터                |
| L4 | 하층 대합실                                           | MTR샵, 항셍은행, ATM기        |
| L5 | 승강장 2                                              | → 췬완선 중완 방면 (메이푸) → |
| L5 | 섬식 승강장, 오른쪽문 (췬완선)과 왼쪽문 (둥충선) 열림 |                               |
| L5 | 승강장 4                                              | → 둥충선 홍콩 방면 (남청) →   |
| L5 | 공항철도                                              | → 홍콩 공항철도 무정차 통과 → |
| L5 | 공항철도                                              | ← 홍콩 공항철도 무정차 통과   |

### 대합실
라이깅역은 2개의 상점이 있으며, 상부 대합실에는 편의점이, 하부 승강장에는 은행이 위치해있다.
또한 하부 승강장에는 현금인출기와 홍콩우정 우체통이 존재한다.。

### 승강장
라이깅역은 현재 4선로 승강장으로 구성되며, 쌍섬식 승강장으로 이루어져있고, 모든 승강장에는 스크린도어가 장착되어 있다. 때마다 특별한 경우 췬완 방면 상행선 열차가 이 열차에서 종착을 한다. 이 때 콰이풍역과 췬완역 행 승객은 다른 교통 수단으로 갈아타야한다.

## 출입구
- A1: 라이깅로
- A2: 인라이 법원
- A3: 라이깅 단지
- B: 콰이충 화물터미널
- C: HKEAA 라이깅 평가센터[5]

## 교통

### 버스
버스 정류장 (NT쪽) / 반대편 정류장 (가우룽쪽) - A1출구
- 30: 올웨이 가든스 ↔ 청사완
- 42: 청홍 ↔ 선리 (청칭 방면 버스정류장은 록깅하우스, 라이깅단지 부근에 위치)
- 45: 라이유 ↔ 가우룽싱 페리
- 46: 라이유 ↔ 조던 (토와 로)
- 46X: 메이푸 ↔ 힌겡
- 269M: 틴얀 단지 ↔ 초유
- N241: 청항 ↔ 훙함 역 (청항 방면 버스정류장은 록깅하웃, 라이깅 부근에 위치)

### 미니버스
인라이 코트 쇼핑센터 (출구 A2):
- 46M: 하이랜드파크 → 라이깅역 순환노선
- 90M: 메이푸 → 하이랜드파크
- 91A: 하이랜드파크 → 콰이퐁
- 93: 와윈췬 → 췬완
- 93A: 원더랜드 빌라스 → 췬완
- 313: 프린세스 마거릿 병원 → 췬완
- 407: 프린세스 마거릿 병원 → 청왕
- 407A: 프린세스 마거릿 병원 → 콰이퐁

반대편 인라이 코트 쇼핑센터 (출구 A1/A2):
- 47M: 원더랜드 빌라스 → 라이깅역 순환노선
- 90M: 하이랜드파크 → 메이푸
- 91A: 콰이퐁 → 하이랜드파크
- 93: 췬완 → 와윈췬
- 313: 췬완 → 프린세스 마거릿 병원
- 407: 청왕 → 프린세스 마거릿 병원
- 407A: 콰이퐁 → 프린세스 마거릿 병원

미니버스 407A번을 타고 라이깅역이나 콰이퐁역에서 갈아타는 승객은 MTR 측에서 50센트 환승 할인을 적용해주며, 그 반대도 가능하다.

## 인근역
라이깅역은 췬완선과 둥충선의 중간 구간에 위치한 역이다. 그래서 승객들은 홍콩섬, 가우룽사이 선거구, 신제 선거구 및 리다오구로부터, 승강장 간 환승을 통해 통행할 수 있다.

## 이용
췬완선 개통 초기 당시, 라이깅역은 라이깅산 인근 주요 주택 영지에 개업하였고, 또 지역의 버스 서비스의 품질이 좋지 않았기 때문에, 라이깅 지역 주민들이 점차적으로 췬완선을 이용하여, 승객 운송은 꾸준히 유지되고 있다. 둥충선 개통후, 이 역은 췬완선과 둥충선의 평면 환승역이 되었으며, 매일 승객들이 환승을 위해 이용되고 있고, 둥충선의 열차는 절반 이상 승객이 승·하차한다.